# Medicine Mound
Medicine Mound è una città fantasma degli Stati Uniti d'America della contea di Hardeman nello Stato del Texas.

## Geografia fisica
Medicine Mound si trova sulla Farm Road 1167, dodici miglia a est di Quanah, nella parte centrale della contea di Hardeman.